# Villanova Mondovì

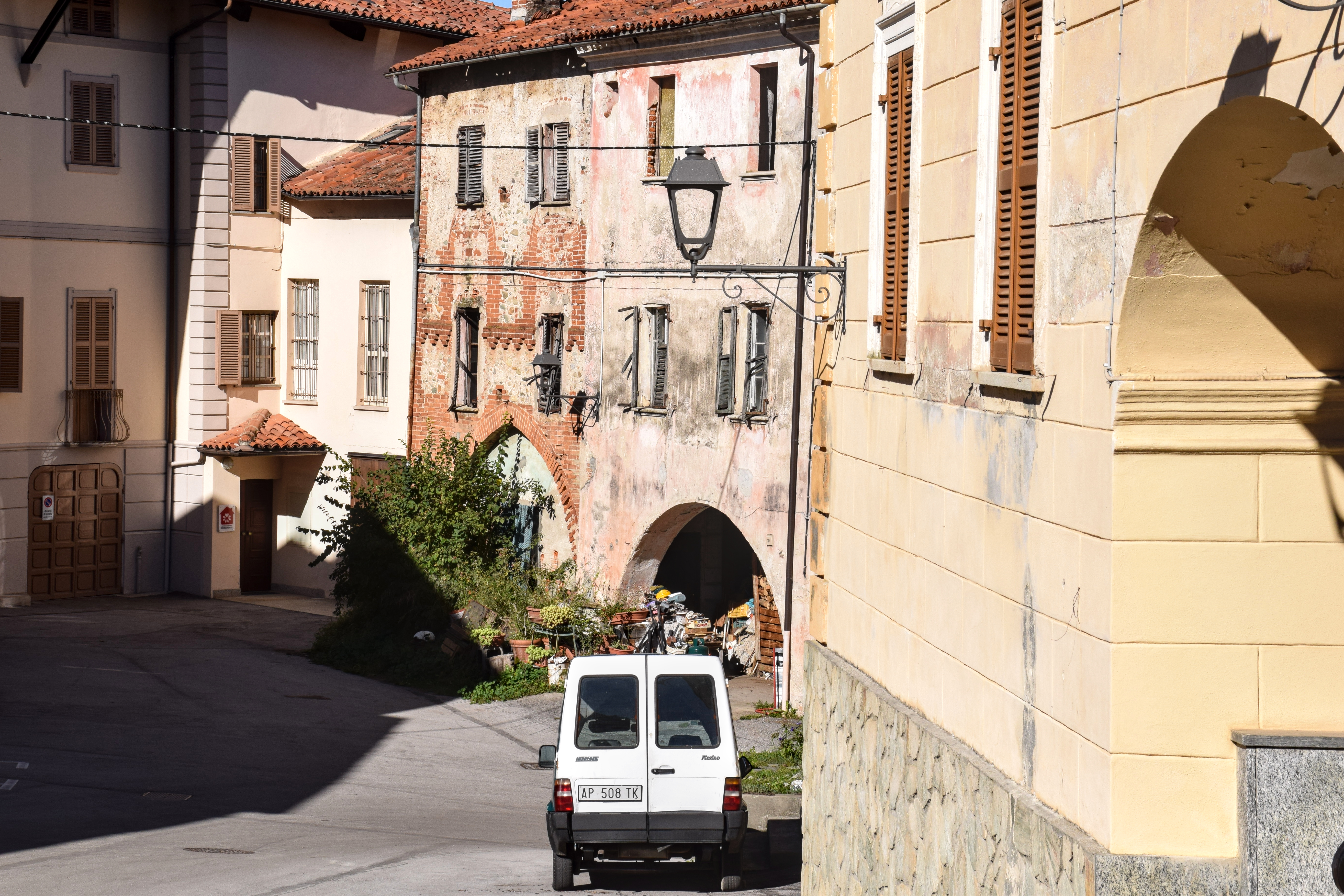
Via Monte Calvario presso Villavecchia

Villanova Mondovì (Vilaneuva dël Mondvì in piemontese) è un comune italiano di 6 027 abitanti della provincia di Cuneo in Piemonte. Il paese si articola in varie frazioni: Branzola, Madonna del Pasco, San Grato, Santa Lucia, Villavecchia, Garavagna, Roracco, Bongiovanni, Caporale, Eula, Dossi, Paganotti. Il paese è bagnato dal fiume Ellero.

## Storia

### Medioevo
II documento più antico, in cui si fa cenno a Villanova Mondovì, è un diploma dell'imperatore di Germania Ottone IV dell'anno 1210: essa sorgeva in località "San Nicolao", dal nome appunto del titolare dell'antica Chiesa, ed era in feudo ai Signori di Morozzo. Il primitivo borgo venne interamente "corroso ed occupato" dal fiume Ellero che, in seguito ad una "grossa fiumana", non solo aveva cambiato il suo corso, ma ora scorreva fin sotto e dentro le mura dell'antica Parrocchiale.
Sulle rovine della Chiesa fu poi edificata una Cappella dedicata al Santo vescovo Nicolao, rasa al suolo da un'altra piena dell'Ellero nel 1300. "Dopo l'inondazione e distruzione che fece Ellero dell'antica Villanova", gli abitanti di questa e delle "ville" limitrofe, sia per difendersi dai nemici che per assicurarsi dalle inondazioni, si spostarono sulla collina di Villavecchia, dove già sorgeva una Chiesetta dedicata a Santa Caterina Vergine e Martire con accanto un Monastero di Suore.
L'importanza di Villanova andò via via crescendo, anche per il "forte" Castello di cui era munita. Il paese venne poi cinto di mura e, a partire dal 28 aprile 1369, venne dotato anche di una Fortezza detta Bastita.
L'accesso alla cittadella era consentito solo attraverso tre porte con ponte levatoio: una a mezzodi', sotto il Castello, detta Porta Caterina; l'altra a settentrione detta Porta Garombo o del Fango; la terza a levante sopra al Rivelino detta Porta Bonna. II paese si estendeva però anche ampiamente fuori del recinto fortificato e comprendeva: la Riviera, il popolatissimo sobborgo del Pasquero, il quartiere Roatta, il Borgo di Branzola oltre alle frazioni della campagna: Bongiovanni, Eula, Pasco e San Grato, Garavagna, Paganotti e Dossi, Roracco Soprano e Sottano.
La Chiesetta di Santa Caterina certo non poteva più contenere tutta la popolazione e, a partire dal 1309, venne ampliata allo scopo di contenere non solo gli abitanti del Capoluogo, ma anche quelli del piano e delle frazioni e gli stessi abitanti di Pianfei.
Nel 1372, Villanova, che nel frattempo era passata sotto la dominazione di Galeazzo Visconti, subì un lungo assedio e, espugnata, passò insieme con Mondovì, dapprima sotto Amedeo di Savoia, da lui a Ludovico d'Angiò e a Teodoro di Monferrato, per tornare nel 1396 sotto Casa Savoia.

### Dal 1500 all'Unità d'Italia

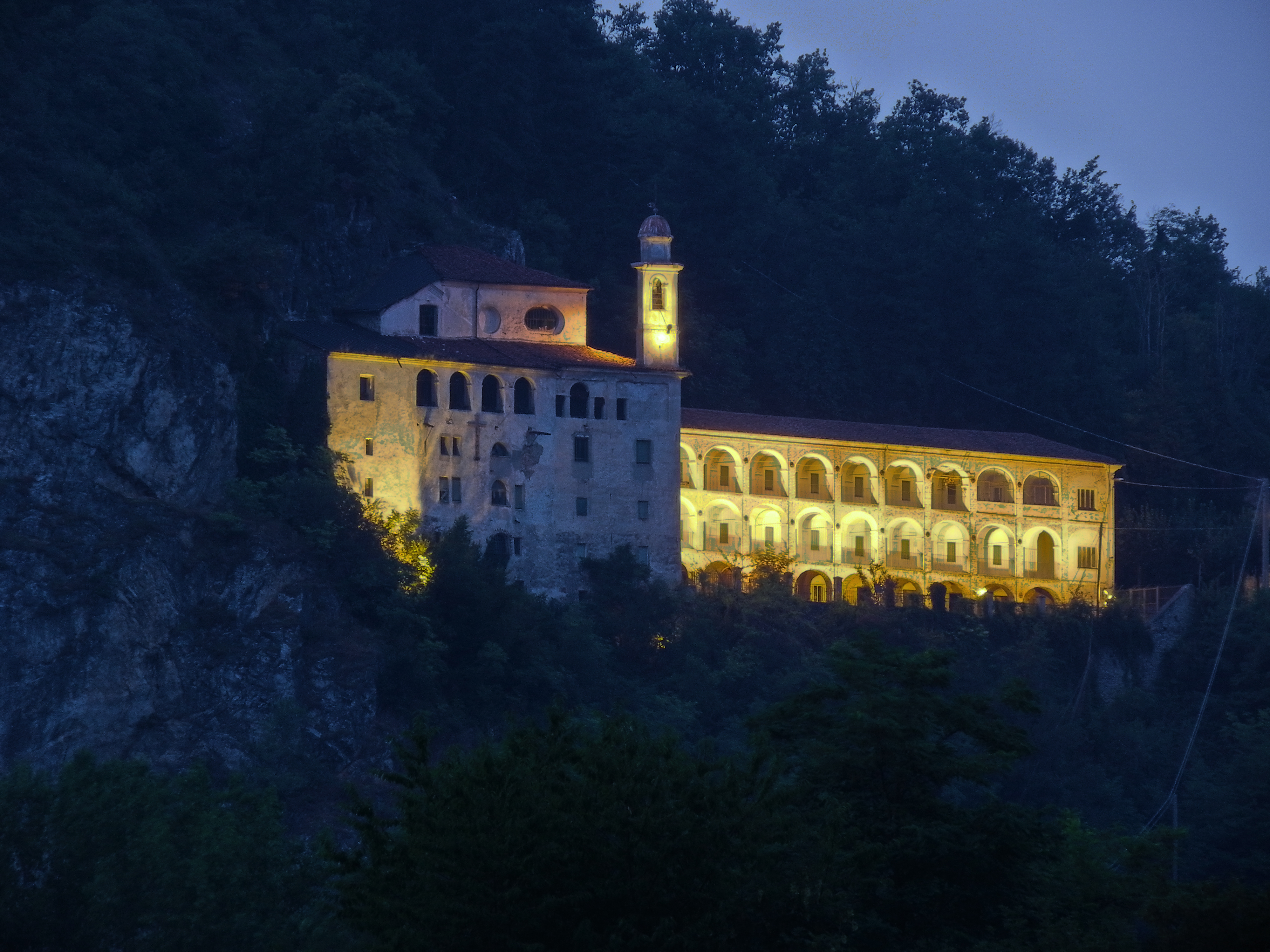
Il Santuario di Santa Lucia: la più antica testimonianza del santuario è un bassorielevo del XVI secolo.

Nel 1540 Villanova venne ancora cinta d'assedio, ma mentre Mondovì cadeva nel le mani dei francesi, essa resistette con "mirabile costanza".
Con Decreto 8 marzo 1544 il duca di Savoia premiava la fedeltà dei Villanovesi, provata con tanta tenacia, rendendo il paese "autonomo e indipendente da Mondovi'".
Ma ciò non valse a scoraggiare i Francesi che ancora nel 1554 ritornarono all'assalto, circondarono la "Villa" da ogni parte, incendiando tutte le case man mano che avanzavano.
Gli assedianti riuscirono anche a collocare nove pezzi di artiglieria sull'altura verso Monte Calvario e con questi si aprirono una larga breccia nel muro di cinta.
Il Paese venne saccheggiato ed incendiato il 3 aprile 1554.
Caduta in mano ai Francesi, Villanova fu obbligata ad unirsi con Mondovi' ed il 23 maggio 1555 nella Chiesa Parrocchiale i capi famiglia firmarono l'atto di sottomissione al re di Francia.
Il 5 ottobre 1620 il sig. Arduino di Clermont, signore di S. Giorgio, venne investito del contado di Villanova e delle sue dipendenze ed il 24 dicembre 1621 il duca Carlo Emanuele 1 ne decretò la separazione da Mondovi'.
Al conte Arduino succedette nel 1626 Stefano Donzello, detto Bortega.
Morto questi, il feudo passò a Giovanni Fausone suo nipote alla cui famiglia rimase per più di un secolo.
Durante la lunga lotta che contrappose in Piemonte i "madamisti" seguaci di Cristina di Savoia (la famosa Madama Reale) fautori di un'alleanza con la Francia, ai "principisti" seguaci del Cardinale Maurizio e del principe Tommaso di Carignano, filospagnoli, prevalendo in Villanova il partito a favore dei principi, la duchessa decise di assicurarsene il possesso mandando nell'estate del 1641 un reggimento francese composto in massima parte da Ugonotti, con compito di impadronirsi a nome della duchessa di Villanova e dintorni.
Quando si fu liberata dagli Ugonotti, iniziò per Villanova un periodo di controversie e di liti, ricordiamo soltanto quella con Mondovi' per la gabella sul sale e quella con Roccaforte per lo sfruttamento dei boschi.
Il 19 luglio 1698 Villanova diventa comune autonomo con Decreto del duca Vittorio Amedeo II di Savoia.
Nel 1730, anche se era alquanto decaduta ed aveva cessato di essere Fortezza, Villanova era tuttavia "uno dei luoghi e comunità più grandi e riguardevoli di tutta la provincia di Mondovì".
Nel periodo dal 1778 al 1892 Villanova divenne sede della Pretura Mandamentale dei comuni di Villanova, Pianfei e Roccaforte.
Il 25 dicembre 1798 in Villanova, come in tutti i luoghi del Piemonte, sopraffatti e spadroneggiati dai Francesi, s'inaugurò la Repubblica.
Ma i villanovesi, stufi di quel governo sfruttatore, si armarono e scacciarono i Francesi a viva forza.
I Francesi, ritornati nel 1800, si vendicarono uccidendo 20 persone, bruciando le scritture estratte dagli archivi comunali e saccheggiando tutto il paese.
Nel 1814 ritornò il Regio Governo dei Savoia e il 30 giugno in Villanova venne installato il nuovo consiglio comunale.
Dal 1814 in poi in Villanova il borgo inferiore acquista importanza a discapito di quello superiore, gli uffici pubblici, le scuole, vengono trasferiti al piano in sedi più adatte.

### XX secolo
Villanova Mondovì figura tra le città decorate al valor militare per la guerra di Liberazione; è stata, infatti, insignita della Croce di guerra al valor militare per i sacrifici delle sue popolazioni e per l'attività nella lotta partigiana durante la seconda guerra mondiale. Tra i patrioti di quegli anni si ricordano i villanovesi Francesco Forzani, primo sindaco di Villanova Mondovì dopo la liberazione, Primo Silvestrini, industriale e primo sindaco di Mondovì dopo la liberazione, e Giovanni Bessone, giornalista, professore e vice-direttore della Gazzetta di Mondovì.
Gli anni del secondo dopoguerra appartengono, come nel resto dell'Italia, all'ottimismo ed alla speranza: sono gli anni del boom economico in cui la stessa Villanova, trascinata dalla spinta manifatturiera della fornace Merlo, delle cave Giuggia e Saisef e delle ceramiche Musso e Silvestrini, cresce sensibilmente e acquista un ruolo di prima fila nel distretto industriale del Monregalese.
Negli anni settanta, tuttavia, la crisi coinvolge anche Villanova che, nonostante la riconversione della ceramica Musso nell'industria elettrospaziale Hellervall e gli investimenti produttivi attuati della ceramica Silvestrini, conosce una forte depressione industriale.
A partire dagli anni ottanta, tuttavia, Villanova Mondovì beneficia di un nuovo periodo di forte espansione commerciale, in virtù della creazione dell'area artigianale in località Bongiovanni.

### XXI secolo
A cavallo degli anni Duemila, poi, un periodo di commissariamento - conseguente alla caduta del primo cittadino ad opera di parte della sua stessa maggioranza - rischia di compromettere la crescita del paese: è soltanto l'opera del commissario prefettizio Claudia Bergia a permettere a Villanova una fase di sviluppo economico e sociale. Un museo viene inaugurato nel 2014 in Santa Caterina in Villavecchia alla memoria di Fernando Bassani. 
Nell'esposizione si contano decine di opere tra cui spiccano "I Mondi" e "Secundum Sindonem".

### Simboli
Lo stemma, adottato de facto, senza alcuna formale ratifica, è uno scudo a cartoccio ovale blasonabile in questa forma:
I coronamenti esteriori consistono in un serto di quercia e alloro e nella corona turrita di comune in uso durante il Regno d'Italia. La fortezza raffigurata nello scudo evocherebbe il castello di Villavecchia.

### Onorificenze
Villanova Mondovì è tra le città decorate al valor militare per la guerra di liberazione, insignito della croce di guerra al valor militare per i sacrifici delle sue popolazioni e per l'attività nella lotta partigiana durante la seconda guerra mondiale:

## Monumenti e luoghi d'interesse
- Grotta dei Dossi
- Santuario di Santa Lucia

## Società

### Evoluzione demografica
Abitanti censiti

### Etnie e minoranze straniere
Secondo i dati Istat al 31 dicembre 2017, i cittadini stranieri residenti a Villanova Mondovì sono 459, così suddivisi per nazionalità, elencando per le presenze più significative:
1. Romania, 186
2. Albania, 84
3. Marocco, 69
4. India, 22

## Infrastrutture e trasporti
Posta lungo la strada provinciale 5 di collegamento con Mondovì, Villanova fu collegata fra il 1902 e il 1952 al capoluogo monregalese mediante un ramo della tranvia Fossano-Mondovì-Villanova, elettrificata nel 1943, della quale costituiva il capolinea meridionale. Nei pressi della stazione di Villanova era raccordata la cava di ghiaia detta della Rocchetta.

## Amministrazione
| Periodo | Periodo   | Primo cittadino    | Partito                        | Carica                  | Note |
| ------- | --------- | ------------------ | ------------------------------ | ----------------------- | ---- |
| 1960    | 1983      | Pietro Orsi        | Democrazia Cristiana           | Sindaco                 |      |
| 1983    | 2000      | Vincenzo Tomatis   | lista civica                   | Sindaco                 |      |
| 2000    | 2001      | Roberto Murizasco  | lista civica                   | Vicesindaco             |      |
| 2001    | 2002      | Dario Bongiovanni  | Casa delle Libertà             | Sindaco                 |      |
| 2002    | 2003      | Claudia Bergia     |                                | Commissario prefettizio |      |
| 2003    | 2013      | Giuseppe Boasso    | lista civica Vivi il tuo paese | Sindaco                 |      |
| 2013    | 2023      | Michelangelo Turco | lista civica Per Villanova     | Sindaco                 |      |
| 2023    | in carica | Roberto Murizasco  | lista civica VillaNUOVA        | Sindaco                 |      |

### Altre informazioni amministrative
Il comune fece parte della comunità montana Alto Tanaro Cebano Monregalese.